# IPhone 4
iPhone 4（アイフォーン フォー）は、Appleが開発・販売していたiPhoneの第4世代目のモデルである。

## 概要
2010年6月7日にWWDCで発表され、同年6月24日から順次世界各国で発売が開始された。iPhone 3G以来、シリーズ2度目のフルモデルチェンジとなった。
日本ではiPhone 3GS同様にソフトバンクモバイルのみが販売していた。
2016年10月に、Appleでのサポート（修理受付・iOSのアップデートなど）が終了した。

## 特徴
ボディ背面をポリカーボネイト製の丸みを帯びたデザインから強化ガラスによる平坦なデザインに変更、側面はアンテナラインと呼ばれる樹脂製のパーツを兼ねたステンレス製のフレームの構造となり、従来より小型・薄型化された。システムチップを自社開発のApple A4プロセッサに変更して高速化・省電力化し、「Retinaディスプレイ」と名付けられた326ppiという超高解像度ディスプレイを初搭載、背面にLEDフラッシュライト付500万画素カメラ（裏面照射型CMOSセンサ採用）、さらに「FaceTime」と呼ばれるビデオ通話用に前面カメラを搭載した。
機能面では、HDビデオ記録機能や3軸ジャイロセンサを実装し、バッテリーのさらなる高容量化(19%)、iMovie for iPhone による単体でのビデオ編集、iOS 4で実現したマルチタスクやアプリケーション用フォルダを搭載するなど、大幅な機能の向上を図っている。容量も16GBと32GBモデルが用意されている。
バッテリーの高容量化とA4プロセッサへの移行によりバッテリー駆動時間は約40%向上。iPhone 3GSも引き続き併売されるが、iOS 4を標準搭載した新構成の8GBブラックモデルのみとなり、iPhone 3Gの販売は終了した。

### ホワイトモデルの遅れ
iPhone 4の発表当初、カラーは従来通りホワイトとブラックの2色が発表されたが、当初に発売されたのはブラックモデルのみであり、ホワイトモデルは製造上の問題により2010年7月末→2010年内→2011年春と延期を重ねた。2011年1月12日にアメリカ及び日本のApple公式サイトよりホワイトモデルに関する記述が削除されたが、後に同年4月28日にアメリカや日本などで発売された。

### CDMA版iPhone発売
2011年2月10日からは、アメリカ合衆国にてベライゾン・ワイヤレスのCDMA2000ネットワークに対応したiPhone 4が発売された。これにより、米国でのAppleとAT&Tによる独占パートナーシップは終了した。
CDMA版iPhone 4は、SIMカードスロットが搭載されていない。また、このCDMA版iPhone 4の外観は、後に発売されたiPhone 4Sと全く同じであり、側面のアンテナの位置が異なり、マナーモードボタンと音量ボタンの位置が数ミリ下にずれている。
また、CDMA版であるため、CDMAを展開するキャリアのないヨーロッパなどではローミングは利用できない。

#### プロトタイプ紛失事件
AppleのiPhoneベースバンドソフトウェア担当者が、サンノゼのバーにプロトタイプのiPhone 4を置き忘れ、それを何者かが拾ってギズモード記者の手に渡るという事件が起きた。ギズモードはそのプロトタイプiPhone 4を分解し、ネット上に公開した。Appleは「GIZMODOがAppleに帰属するデバイスを現在所有していることについて、この書簡は、当該デバイスのAppleへの正式な返却要請です。当該デバイスをどこで受け取ればいいか、場所を提示して下さい。」としてギズモードに返却を求めたが、ギズモードは応じなかった。これに受けてAppleは警察に捜査を依頼し、ギズモードのオフィスに家宅捜査が入るに至った。
Appleはギズモードに対し、このiPhone 4が発表されたWWDC 2010からプレスパス発給を拒否して出入りを禁じたため、これ以降ギズモードはAppleによる基調講演の実況などを行う際、他社の記事を引用する形で報じる形となっていた。
その後、いくつかのやり取りを経てAppleとギズモードは正式に和解し、iPhone 6が発表された2014年9月のイベントからは従来通りプレスパスが発行されるようになった。

## iOS
初期搭載は4.0である。最終サポートは7.1.2までであり、2014年9月にリリースされたiOS 8ではサポートされない。

## 歴史
- 2010年4月 - カリフォルニアで従業員が飲食店でiPhone 4試作機を紛失[8]。ガジェット系ブログで売られる騒動となった[9][10]。
- 2010年6月8日 - iPhone 4を発表。
- 2010年6月24日 - iPhone 4、アメリカ・イギリス・ドイツ・日本・フランスにおいて販売を開始。
- 2011年1月11日 - CDMA版iPhone 4を発表。
- 2011年2月10日 - アメリカのベライゾン・ワイヤレスよりCDMA版iPhone 4が発売開始。
- 2011年4月28日 - iPhone 4 ホワイトモデルがアメリカなどで発売開始[2]。
- 2011年10月14日 - iPhone 4の8GBモデル発売開始。同時に従来の16GBモデルと32GBモデルの販売は終了。この日はiPhone 4S発売日でもあった。
- 2016年10月 - Appleでのサポート（修理受付・iOSのアップデートなど）終了[1]。

## 主な仕様
- CPU - Apple A4 800MHz、Cortex-A8 ベース、L2キャッシュ640KB
- GPU - PowerVR SGX535 + VXD 375
- メモリ - 512MB Mobile DDR SDRAM
- ストレージ - 8/16/32GB
- ディスプレイ - Retinaディスプレイ、3.5インチ（89mm）、画面比率3:2、アルミノケイ酸ガラス、IPS液晶、960×640px（326ppi）、耐指紋性撥油コーティング
- 初期搭載OS - iOS 4
- 通話方式 - 第3世代携帯電話
- 通信方式
  - 共通 - Wi-Fi IEEE 802.11b/g/n（11nは2.4GHzのみ）
Bluetooth 2.1 + EDR Cambridge Bluecore4[11]
  - GSMモデル - UMTS（W-CDMA）/HSDPA/HSUPA（850、900、1,900、2,100MHz）
GSM/GPRS/EDGE（850, 900, 1800, 1900MHz）[12]
7.2Mbit/sHSDPA,5.76Mbit/s HSUPA
  - CDMAモデル - CDMA2000/EV-DO Rev. A（800, 1900MHz）
- インターフェース - USB 2.0/ドックコネクタ
- 他 - 3軸ジャイロスコープ、2つのマイクにノイズキャンセリング、microSIM
- 材質 - ジルコニアとイットリウムを用いた材質にシリコンコーティングされたもの[13][14]
- 電池 - 内蔵充電式 リチウムイオンポリマー二次電池[15][16][17]
3.7V 1420mA·h[18]
- 連続利用時間
  - 待受 - 300時間
  - 通話 - 7時間（3G）、14時間（2G）
  - ウェブ - 10時間（Wi-Fi）、6時間（3G）
  - 音楽 - 40時間
  - ビデオ - 10時間
- 本体色 - 黒と白
- サイズ - 115.2×58.6×9.3mm（4.5×2.31×0.37 in）
- 重さ - 137g
- SAR値 - 0.975W/kg（UMTS I 2100）[19]
- 発売開始日（米国）
  - ブラック - 2010年6月24日
  - CDMAモデル - 2011年2月10日
  - ホワイト - 2011年4月28日
  - 8GB - 2011年10月14日
- 発売終了日（米国）
  - 16/32GB - 2011年10月13日
  - 8GB -  2013年9月10日

## 問題点

### 液晶ディスプレイ
iPhone 4発売以降、一部製品の液晶ディスプレイが変色するという問題が発覚している。
iPhone 4とiPhone 4Sには「人間が知覚出来る以上の解像度」という触れ込みのRetinaディスプレイ（英：Retina display、網膜ディスプレイ。レティナディスプレイとも）が採用された。1ピクセルの幅が78マイクロメートルと小型化され、スペックとしても3.5インチサイズのディスプレイで解像度326ppiと、従来のiPhone比で約2倍の解像度を実現した。実際には人間の網膜の限界には、解像度が足りていないと指摘されている。

### アンテナ問題
アンテナ設計の不備の為に本体を左手で持つとアンテナが塞がれて電波の受信感度が悪化し、最悪の場合通話・通信の切断に至るという不具合が発生しており、アメリカでは欠陥を知りながら注意喚起をせず、不具合品の販売を続けるAppleに対し複数の集団訴訟が起きている。訴訟内容は設計、製造と組み立てにおける欠陥、保証違反、欺瞞的取引行為、意図的および過失による不実表示、隠蔽詐欺など多岐に渡る。当時のApple CEOスティーブ・ジョブズは、Appleの初代マーケティング責任者で引退していたレジス・マッケンナにアドバイスを仰ぎ、解決の糸口を探って、これらの騒動を10日間前後という短期に治めることに成功した。
この不具合はiPhone 4だけの問題ではなくどの携帯電話でも起きることだと反論、アンテナ感度について計算式の間違いにより低く表示していたとしソフトウェアの改善をすると発表したが、後日、Appleはアンテナの件に関する基調講演を行い、一連のアンテナ問題をウォーターゲート事件にちなみ、アンテナゲート事件と命名し、ジョブズは「我々は完璧ではないし、電話もまた完璧ではない」としブラックベリー、HTC、サムスンなどのスマートフォンとiPhoneとのアンテナ感度の比較動画を出して他社の製品でも起こり得ることとした。さらにApple社内の最新電波測定施設の写真をスライドで公開し、その投資額が1億ドル以上であり、18人の博士号を取得した専門エンジニアが設計や研究に当たっていると加えた。ジョブズは「まずスマートフォンには共通のアンテナに関する問題を抱えていること、そしてAppleCareで問い合わせてきたユーザーのアンテナに関する苦情が全体のわずか0.55%だったこと、そして米国でのiPhone提供キャリアであるAT&Tへの返品依頼の割合が3GS時代の3分の1だったこと、そして最後にAT&Tが集計したデータで“Call Drop”（通話中の切断）の割合が3GSの1％未満だということを合わせ、実際にiPhone 4でアンテナにトラブルを抱えているユーザの割合はごく少数でしかない」とした。 しかし、指が触れることにより感度が落ちる問題は認め、アンテナ部に指が触れない様にする為の保護ケース（Apple純正のBumperや他社製品）を無償で配布することや、購入後1ヶ月以内の傷が付いていないものに限り購入者からの返品を認めると発表した（問題の大きさは想定していたより小さかったとして、保護ケース無償配布は2010年9月30日に終了）。
この、他の電話会社のスマートフォンも同じ持ち方をすれば受信感度は弱くなるという主張を、具体的な機種と詳細付きで報道機関向けの発表会やウェブサイトで公表したため、比較対象となった各スマートフォン製造社から反論や非難を浴びた。アンテナの不具合が取り沙汰されるのと前後して、iPhoneのハードウェア部門責任者、マーク・ペーパーマスター上級副社長がAppleを退社している。